# SAETA
SAETA (legalmente Sociedad Anónima Ecuatoriana de Transportes Aéreos SA) era una compagnia aerea privata dell'Ecuador, fondata nel 1960. Durante il suo periodo di massimo splendore negli anni '90, ha volato verso numerose destinazioni in Nord e Sud America dalla sua base a Guayaquil. Il crollo dell'economia ecuadoriana alla fine degli anni '90 costrinse questa compagnia aerea a cessare le operazioni nel febbraio 2000.

## Storia
SAETA venne fondata a Quito nel 1966, ma in seguito la sede fu trasferita a Guayaquil. I principali proprietari erano la famiglia Dunn.
Oltre ai voli nazionali, SAETA operava su rotte in Nord, Centro e Sud America. Si concentrava maggiormente sui voli per Los Angeles, New York, Miami, Panama, Caracas, Bogotà, Lima, Santiago del Cile e Buenos Aires.
Nel 1990 SAETA rilevò la SAN, aumentando le frequenze e la flotta per i voli interni e internazionali. Più tardi nel 1994 rilevò anche LAPSA dal Paraguay, operando con un consorzio ecuadoriano-paraguaiano fino alla vendita nel 1996. L'instabilità politica nel paese e la svalutazione della moneta locale portarono ad un calo del numero di passeggeri. A ciò seguì la cancellazione dei voli verso gli Stati Uniti d'America a causa della perdita del permesso di avvicinamento per gli aeroporti di categoria 1.
A metà degli anni '90, eventi come l'instabilità politica e la svalutazione della moneta, danneggiarono SAETA, causando una riduzione dei passeggeri, oltre alla cancellazione dei voli per gli Stati Uniti a causa della perdita della categoria 1 dell'autorità aeronautica ecuadoriana dal 1993, accelerandone il declino. Sia SAN che SAETA subirono gravi violazioni della sicurezza, il che comportò la perdita di diversi voli.
Nel febbraio 2000 SAETA terminò le sue operazioni di volo dopo 40 anni a causa dei gravi problemi finanziari dopo il crollo dell'economia dell'Ecuador.

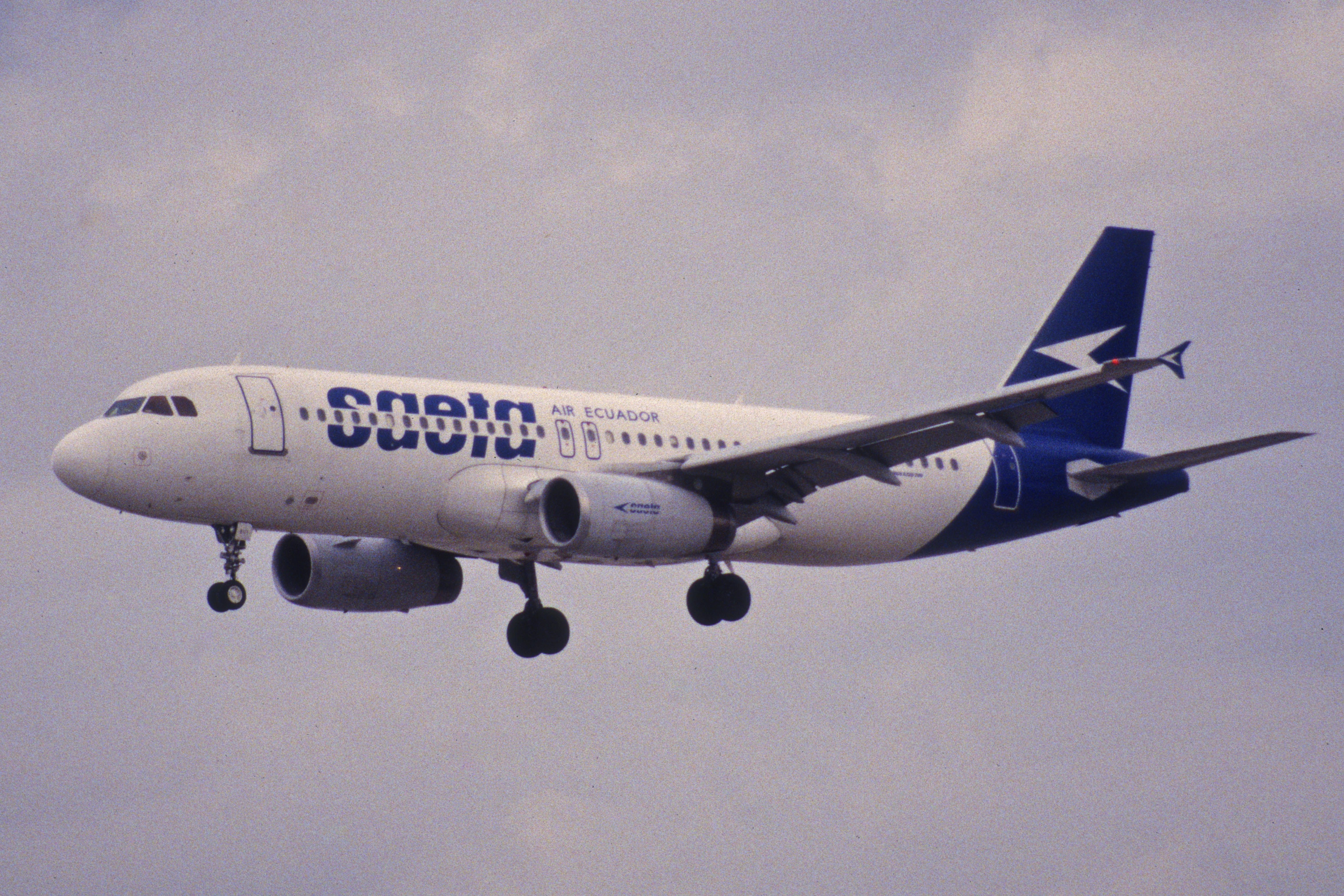
Un Airbus A320-200 di SAETA all'aeroporto internazionale di Miami nel 1998.

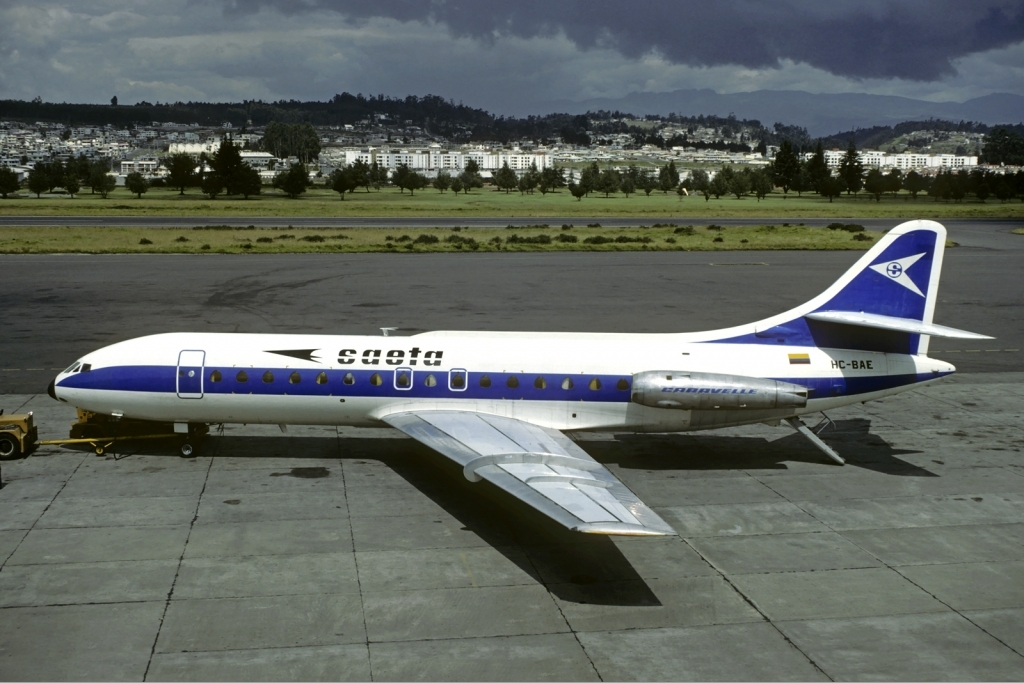
Il Caravelle HC-BAE di SAETA prestato alla compagnia aerea guatemalteca Aerovías nel 1985. Si schianterà l'anno dopo vicino a Flores, rendendolo ad oggi il peggior disastro aereo del Paese.

## Destinazioni
- Argentina
  - Buenos Aires (Aeroporto Internazionale Ministro Pistarini)
- Bolivia
  - Santa Cruz de la Sierra (Aeroporto Internazionale di Viru Viru)
- Brasile
  - Rio de Janeiro (Aeroporto Internazionale di Rio de Janeiro
- Cile
  - Santiago del Cile (Aeroporto Internazionale Arturo Merino Benítez)
- Colombia
  - Bogotà (Aeroporto Internazionale El Dorado)
- - Repubblica Dominicana
  - Santo Domingo (Aeroporto Internazionale Las Américas)
- Ecuador
  - Cuenca (Aeroporto Internazionale Mariscal Lamar)
  - Guayaquil (Aeroporto Internazionale José Joaquín de Olmedo)
  - Quito (Aeroporto Internazionale Mariscal Sucre)
  - Isola di San Cristobal (Aeroporto di San Cristóbal
- Panama
  - Panama (città) (Aeroporto Internazionale di Tocumen)
- Perù
  - Lima (Aeroporto Internazionale Jorge Chávez)
- Stati Uniti d'America
  - Los Angeles (Aeroporto Internazionale di Los Angeles)
  - Miami (Aeroporto Internazionale di Miami)
  - New York (Aeroporto Internazionale John F. Kennedy)
- Venezuela
  - Caracas (Aeroporto Internazionale Simón Bolívar)

## Flotta
| Aerei                  | Totale | Anno introduzione | Anno pensionamento | Note        |
| ---------------------- | ------ | ----------------- | ------------------ | ----------- |
| Airbus A310-300        | 2      | 1992              | 1996               |             |
| Airbus A320-200        | 4      | 1994              | 1999               |             |
| Boeing 707-320C        | 1      | 1985              | 1993               |             |
| Boeing 727-100         | 2      | 1981              | 2000               |             |
| Boeing 727-200         | 3      | 1991              | 2000               |             |
| Boeing 737-200         | 1      | 1994              | 1995               |             |
| Boeing 737-300         | 2      | 1994              | 2000               |             |
| Douglas C-47 Skytrain  | 3      | 1967              | 1976               |             |
| Sud Aviation Caravelle | 4      | 1975              | 1986               |             |
| Vickers Viscount 700   | 4      | 1969              | 1980               |             |
| Totale                 | 84     | 11                |                    | [ 1 ] [ 2 ] |

## Incidenti
- 3 luglio 1969 - Un Douglas C-47 è stato dirottato su un volo interno dall'Aeroporto di Tulcán al Mariscal Sucre. I dirottatori chiedono di essere portati a Cuba.[3]
- 20 ottobre 1971 - Un Vickers Viscount viene dirottato da sei persone. Il velivolo atterra all'aeroporto internazionale Mariscal Lamar.[4]
- 15 agosto 1976 - Il volo SAETA 232, un Vickers Viscount registrato come HC-ARS, si schianta contro il vulcano Chimborazo, uccidendo tutte le 59 persone a bordo. Il volo è stato considerato disperso fino all'ottobre 2002, quando due membri di un club alpinistico si imbattono nei detriti dell'aeromobile. Non viene immediatamente segnalato fino a febbraio 2003, da parte di una squadra assunta dalla rete televisiva locale Teleamazonas.[5]
- 23 aprile 1979 - Il Viscount HC-AVP si schianta nella provincia di Pastaza su un volo tra Quito e Cuenca, uccidendo tutte le 57 persone a bordo. Il volo è stato considerato disperso fino al 1984, quando viene scoperto il relitto. L'aereo si trovava a 25 miglia nautiche (46 km) fuori rotta.[6]
- 22 agosto 1997 - Il carrello d'atterraggio anteriore di un Boeing 727-200 (immatricolato HC-BVU) colpisce il bordo rialzato della pista all'aeroporto di San Cristóbal durante l'atterraggio, provocandone il cedimento e scivolando per circa 700 m prima di fermarsi sul lato destro della pista.[7]